# إيثار فعال
الإيثار الفعال فلسفة وحركة اجتماعية تستخدم الدليل والمنطق لتحديد أكثر الطرق فعالية لإفادة الآخرين. يشجع الإيثار الفعال الأشخاص علي التفكير في كل القضايا والأفعال للتصرف بالطريقة التي تعطي التأثير الإيجابي الأكبر اعتمادا علي قيمها. إنه المنهج الأوسع والقائم علي الدليل وغير المنحاز إلي قضية، وهو الذي يميز الإيثار الفعال عن الإيثار التقليدي أو عمل الخير. والإيثار الفعال جزء من حركة أكبر تخطو نحو ممارسات تقوم علي الدليل.
وفي حين ركز جزء كبير من الإيثاريين الفعالين علي القطاع غير الربحي، فإن فلسفة الإيثار الفعال تنطبق بشكل أوسع علي إعطاء الأولوية للمشاريع العلمية والشركات ومبادرات السياسات التي تقدر أن تنقذ الحياة وتساعد الناس، أو يكون لها النفع الأكبر. ومن بين الإيثاريين الفعالين: الفيلسوف بيتر سنجر، ومؤسس الفيسبوك الشريك داستن موسكوفيتز، وكاري تونا زوجة موسكوفيتز، وبين ديلو، وباحثين من أكسفورد؛ وهما ويليام ماكاسكيل، وتوبي أورد، ولاعبة البوكر المحترفة ليف بويري، والكاتب جايسي ريز.

## الفلسفة
يختلف الإيثار الفعال عن غيره من الممارسات الخيرية، لأنه يؤكد علي القضايا الخيرية التي يمكن مقارنتها كميا والتدخلات التي تهدف إلي تحقيق الحد الأقصي من بعض القيم الإنسانية؛ وبهذه الطريقة يشبه مبدأ العبرة في النتيجة (العواقبية) الذي يؤيده بعض قادة الحركة علنا. وقد ساعدت أفكار الفيلسوف بيتر سنجر تحديدا في صعود حركة الإيثار الفعال. ناقش سنجر في كتابه الحياة التي يمكنك إنقاذها الفلسفة الرئيسية للعطاء الفعال، قائلا بأن علي الناس واجب أخلاقي بأن يتبرعوا أكثر بسبب وجود الفقر الشديد، ويناقش سنجر في الكتاب بأن على الناس الاستعانة بمقيمين خيريين لتحديد كيف يقومون بتبرعاتهم بالشكل الأكثر فعالية؛ ويقوم سنجر شخصيا بإنفاق ثلث دخله للعمل الخيري.

### عدم التحيز
يرفض أنصار الإيثار الفعال فكرة أن حياة البعض بالأساس أكثر قيمة من الآخرين؛ فمثلا هم يؤمنون أن شخصا في البلدان النامية له قيمة مساوية لشخص في مجتمع الفرد الخاص. كتب بيتر سينغر في مقالة «المجاعة والغنى والأخلاق» عام 1972:
لا فرق إذا كان الشخص الذي يمكنني مساعدته ابن جار يبعد عشر ياردات عني أو بنغالي لا أعرف اسمه يبعد عني عشرة آلف ميل؛ تتطلب منا وجهة النظر الأخلاقية النظر أبعد من مصالح مجتمعنا؛ في السابق كان الأمر غير ممكن، لكنه الآن ممكن جدا، ومن وجهة نظر أخلاقية، فإن منع مجاعة ملايين الناس خارج مجتمعنا يجب أن تعتبر على الأقل ملحة كالإقرار بقوانين الملكية ضمن مجتمعنا.
بالإضافة لذلك، يعتقد العديد من الإيثاريين الفعالين أن الأجيال المستقبلية سيملكون قيمة أخلاقية مكافئة لما لدى الناس حاليا، ويركزون على خفض المشاكل الوجودية للإنسانية. ويؤمن آخرون أن مصالح الحيوانات يجب أن تمنح الوزن الأخلاقي نفسه للمصالح المشابهة للإنسان والعمل على منع معاناة الحيوانات كالتي تربى في مزارع الإنتاج.

### تحديد الأولويات
رغم التأكيد المتنامي على الفعالية والدليل بين  المنظمات غير الربحية، يتم إعطاء الأولوية لقضية عادة بالتركيز على قضية واحدة كالتعليم أو التغير المناخي، ولكن يسعى الإيثاريون الفعالون مقارنة الأهمية النسبية للقضاية المختلفة وتخصيص الموارد فيما بينها بموضوعية وهو مفهوم يشار إليه عادة بحيادية القضية. تتمثل إحدى طرق الحياد في القضاية ، على سبيل المثال ، في اختيار القضاية ذات الأولوية القصوى اعتمادا على ما إذا كانت الأنشطة في نطاق كل قضية يمكنها أن تحقق تقدما في الأهداف العريضة بشكل فعال، كزيادة الرعاية الاجتماعية للإنسان أو الحيوان، ومن ثم يركزون انتباههم على التدخلات في النطاقات ذات الأولوية القصوى.
تقوم العديد من المنظمات ببحث الأولوية النسبية للقضايا، ومن بين القضايا ذات الأولوية لدى أنصار الإيثار الفعال الفقر في العالم النامي، ومعاناة الحيوانات في مزارع الإنتاج، ومخاطر التحضر، والإنسان وكوكب الأرض.

### الكلفة المجدية
تقول مؤسسات الإيثار الفعال أن بعض الأعمال الخيرية أكثر فعالية بكثير من غيرها، إما لأن البعض لا يحققون أهدافهم أو بسبب التنوع في كلفة تحقيق هذه الأهداف. عند الإمكانية، يسعون لتحديد الأعمال الخيرية ذات الكلفة المجدية الأمثل، أي أنها تحقق فائدة كبيرة بالنسبة لمبلغ ما من المال. فمثلا، يختارون المساهمات الصحية على أساس تأثيرها مقاسا بالحيوات التي تنقذ لكل دولار، وسنوات العمر المعدلة بحسب نوعية الحياة التي يتم انقاذها لكل دولار، وسنوات العمر معدلة بالإعاقة المتجنبة لكل دولار. يتم التعبير عن هذا القياس لأعباء الأمراض على شكل عدد السنوات الضائعة بسبب المرض الصحي والإعاقة أو الموت المبكر.
تستخدم بعض مؤسسات الإيثار الفعال تجارب عشوائية مضبوطة كصيغة أساسية للحصول على دليل، حيث تعتبر أنها تملك أعلى مستوى لقوة الدليل في أبحاث الرعاية الصحية.
ويقول آخرون أن الحاجة لهذا المستوى الصارم من الأدلة يضيق بلا ضرورة التركيز على المسائل التي يكون إقامة مثل هذا الدليل عليها ممكنا فقط، وأن تاريخ الأعمال الخيرية يشير إلى أن أكثر التداخلات تمت بدون هذا المستوى من الدليل.

### التفكير المغاير
يقول أنصار الإيثار الفعال أن التفكير المغاير ضروري لتحديد أي مسار من الفعل يحقق الأثر الإيجابي الأقصى. يفترض العديد من الناس أن الطريقة الفضلى لمساعدة الناس هي عبر الطرق المباشرة، كالعمل لجمعية خيرية أو تقديم الخدمات الاجتماعية، لكن طالما يمكن لمقدمي الأعمال الخيرية والخدمات الاجتماعية إيجاد أناس على استعداد للعمل معهم، يقارن الإيثاري الفعال كمية الإحسان الذي يقوم به شخص في مهنة خيرية تقليدية إلى كمية الإحسان الذي كان ليقدمه ثاني أفضل مرشح تم توظيفه لهذا المنصب. ووفقا لهذا التفكير، فإن تأثير المهنة قد يبدو أصغر مما عليه.

### مساحة للتمويل
تقوم منظمات الإيثار الفعال بتوصيات خيرية للجمعيات الخيرية على أساس التأثير الناتج عن التمويل الهامشي وليس فقط مجرد تقييم القيمة المتوسطة لكل التبرعات القادمة إلى الجمعية الخيرية. يتجنب الإيثاريون الفعالون التبرع إلى المنظمات التي لا تملك «مساحة للمزيد من التمويل» تلك التي تواجه مآزق غير المال تمنعها من إنفاق التمويل الذي جمعوه مسبقا أو يتوقعون تلقيه. فمثلا قد لا يمكن لجمعية خيرية طبية توظيف مايكفي من الأطباء أو الممرضين لتوزيع الإمدادات الطبية التي يمكننا شراؤها، أو من الممكن أنها تقوم مسبقا بخدمة كل المرضى المحتملين في السوق. هناك العديد من المنظمات التي تملك مساحة للمزيد من التمويل، بالتالي أن تعطي لواحدة من هذه المنظمات بدلا من ذلك فهو سيؤدي إلى تحسينات واقعية.ش